# Северо-восточный диалект белорусского языка

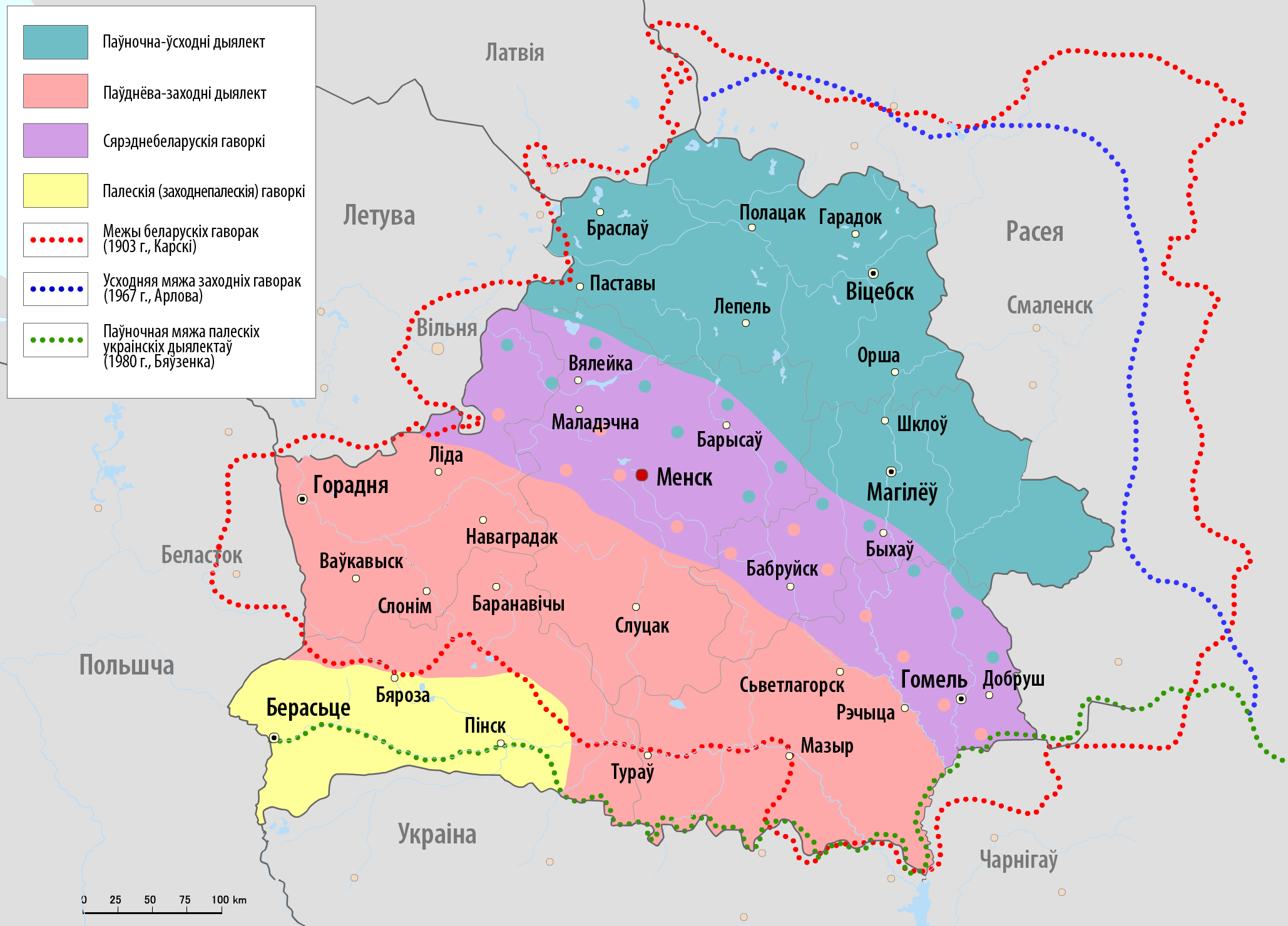
Северо-восточный диалект на карте диалектов белорусского языка

Се́веро-восто́чный диале́кт белору́сского языка́  (бел. паўночна-ўсходні дыялект) — один из двух диалектов белорусского языка. Распространён на территории северо-восточной Беларуси. От юго-западного диалекта отличается по основным принципам диалектного членения белорусского языка: по характеру аканья, произношению согласного /р/ и некоторым другим фонетическим особенностям.

## Классификация
В составе северо-восточного диалекта выделяются три группы говоров:
- Полоцкая группа (на территории западной и центральной частей Витебской области и северо-западной части Могилёвской области)
- Витебско-могилёвская группа говоров:
  - Витебские говоры (в восточной части Витебской области)
  - Восточно-могилёвские говоры (на территории центральной и восточной частей Могилёвской области)

Северо-восточные говоры белорусского языка впервые были выделены как обособленная диалектная единица при составлении диалектологической карты русского языка 1914 года. Данные говоры были включены в состав белорусского наречия, помимо территории, которую занимает современный северо-восточный диалект, в состав северо-восточной группы говоров вошли территории в районах Себежа, Невеля, Ельни, Смоленска, Стародуба и др., относящихся в современном диалектном членении к южнорусскому наречию. Кроме этого к северу от северо-восточной группы говоров отмечено белорусское влияние в псковских средневеликорусских говорах (большая часть современной Псковской группы говоров), и к востоку выделены переходные говоры от белорусских к южновеликорусским.

## Область распространения и диалектные зоны
Ареал северо-восточного диалекта располагается в северо-восточной части Беларуси на территории Витебской области и центральных и восточных районов Могилёвской области. К северо-восточным белорусским говорам (или к переходным говорам от белорусских к южнорусским) также возможно относятся говоры на территории России в пограничных с Беларусью районах Смоленской области.
На западе и северо-западе говоры северо-восточного белорусского диалекта граничат с областью распространения литовского и латышского языков, на севере и востоке — с говорами Западной группы южнорусского наречия, к югу и юго-западу от них размещены переходные среднебелорусские говоры.
Говоры северо-восточного диалекта в большей части (кроме запада) охватываются ареалом восточной диалектной зоны, юго-восточная часть северо-восточного диалекта входит в ареал юго-восточной диалектной зоны. Обе эти диалектные зоны также охватывают восточные территории среднебелорусских говоров и юго-западного диалекта. Крайне западная часть северо-восточного диалекта связывается общими диалектными явлениями в пределах западной диалектной зоны с западными среднебелорусскими говорами и говорами западной части юго-западного диалекта, а также с полесскими говорами. Ареалы северо-западной и центральной диалектных зон незначительно охватывают северо-восточные белорусские говоры только окраинными своими частями.

## Граница с южнорусским наречием
Северо-восточные говоры белорусского языка в северной и восточной частях своего ареала граничат с южнорусскими говорами, поэтому определение границы северо-восточного диалекта в этой области также относится к определению границы белорусского и русского языков. Данная граница является в значительной степени размытой, сочетания черт обоих языков распространены на большой территории, образующей широкую полосу переходных говоров, отнесение которых к тому или иному языку бывает часто очень затруднено. Исходя из этого, а также учитывая влияние на современные говоры литературных белорусского и русского языков, границей картографирования белорусских и русских диалектов приняли административную границу РСФСР с Белорусской ССР, отмечая при этом преобладание белорусских языковых черт (среднебелорусские говоры с признаками переходности к южнорусским) на западе Брянской области и на границе Смоленской области с Беларусью.

## Особенности диалекта

### Фонетика

#### Вокализм
1. Шестифонемная система вокализма, включающая гласные /і/, /ы/, /е/, /а/, /у/, /о/, характерные для белорусского литературного языка[7].
2. Безударный вокализм после твёрдых согласных. Диссимилятивное аканье[1][2] (произношение [а] в первом предударном слоге перед ударными гласными [i], [е], [ы], [у], [о]: тр[а]вíца; на тр[а]ве́, вад’е́; тр[а]вы́, вады́; тр[а]ву́, тр[а]во́й, и произношение безударного [ъ] ([ы]) в соответствии /а/ в положении перед ударным [а]: тр[ъ]ва́ (тр[ы]ва́), въда́ (выда́))[8].
3. Безударный вокализм после мягких согласных.
  - Диссимилятивное яканье[1][2] белорусского типа (произношение [а’] в первом предударном слоге перед ударными гласными [i], [е], [ы], [у], [о]: на з’амл’í, н’ас’í; з’амл’у́, н’асу́; под з’амл’о́й; з’амл’е́, и произношение [i’] перед ударным [а]: зімл’а́, нісла́. Отмечается на всей территории диалекта, кроме северной части Витебской области[9].
  - Диссимилятивное яканье[1][2] витебского типа (произношение [а’] в первом предударном слоге перед ударными гласными [i], [ы], [у], [о]: на з’амл’í, н’ас’í; з’амл’у́, н’асу́; под з’амл’о́й, и произношение [i’] перед ударными [а] и [е]: зімл’а́, нісла́; зімл’е́. Распространёно в северной части Витебской области[9]. Диссимилятивные типы яканья северо-восточного диалекта противопоставляется недиссимилятивному яканью в юго-западном диалекте[1][2].

#### Консонантизм
1. Произношение мягкого согласного звука [р’][2] в отличие от твёрдого [р] в литературном языке, среднебелорусских говорах и юго-западном диалекте: гр’і́ва, гр’ібы́, кр’е́пкі, б’ар’о́за в середине слова; суха́р’, пі́сар’, кур’у́, ц’іп’е́р’ в середине слова. Мягкий [р’] отмечается также в некоторых полесских говорах[10][11].
2. Дзеканье и цеканье (произношение аффрикат [дз’] и [ ц’] на месте [д’] и [ т’]), как и в литературном языке и во всех говорах: дз’ен’, дзі́ва, цен’, ці́хі[1]. Произношение мягких [д’] и [т’] встречается только в полесских говорах и в южных говорах на границе с Украиной[10][12].
3. Произношение твёрдых шипящих [ж], [ш], [ч], [дж], [ц] (не из [т’]), как и в литературном языке и во всех говорах: жыла́, шыц’, чытац’, пчала́[2], кроме некоторых говоров Полесья[10][12].
4. Произношение фарингального звонкого щелевого согласного [h] в соответствии /г/, как и в литературном языке и во всех говорах.

### Морфология

#### Имя существительное
1. В отличие от юго-западного диалекта употребление как и в литературном языке в винительном пад. одушевлённых существительных ед. и мн. числа формы родительного пад. (запро́г вала́, па́св'іла каро́ў), а также употребление в винительном пад. неодушевлённых существительных ед. и мн. формы именительного пад. (знайшо́ў грыб, пасадз’і́ў кусты́)[13].
2. Отсутствие звательного пад., употребляемого в среднебелорусских говорах и юго-западном диалекте[14].
3. Формы местного пад. существительных ед. числа муж. рода с окончанием -э (на лу́г’е, у катух’е́ и т. п.) и ср. рода с окончанием -у (у малаку́, у агн’у́ и т. п.)в некоторых говорах северо-восточного диалекта[15].
4. Окончание -ы существительных ед. числа мужского и женского рода на -а в дательном и местном падежах: к в’асны́, па травы́, к ба́ц’кы в говорах северных районов Витебской области[16].
5. Формы творительного пад. существительных ед. числа муж. и жен. рода на -а с окончанием ъй (-ый): пу́гъй, крын’і́цый и т. п.[16].
6. Окончание -а существительных женского рода ед. числа с нулевым окончанием типа мыш, гус’: мы́ша, гу́с’а или мы́шына, гу́с’іна и т. п. [17].
7. Формы творительного пад. существительных ед. числа жен. рода типа мыш с окончанием -ай, -эй, -ой: мы́шай, мы́шэй, мышо́й и т. п. в ряде говоров севера Витебской и востока Могилёвской области[17].
8. В говорах северной части территории Витебской области формы творительного пад. существительных мн. числа с окончаниями -ъм, -ам: с р’іб’а́тъм, з гръ́бл’ам и т. п. [18]. Ареал данной черты является окраинной частью ареала севернорусского наречия (охватывающего и западные среднерусские говоры).
9. Образования существительных, обозначающих молодые существа, принадлежащих к мужскому роду, при помощи суффикса -онак: дз’іц’о́нык, йагн’о́нак и т. п. в отличие от форм среднебелорусских говоров и юго-западного диалекта (ц’ал’а́, дз’іц’а́ и ц’ал’о́, дз’іц’о́ и т. п.), а также некоторых говоров Гродненской и Брестской области (парс’у́к, ц’ал’у́к и т. п.) [19].

#### Местоимение
1. Формы личных и возвратных местоимений м’ан’е́, ц’аб’е́, с’аб’е́ с i в основе, характерных для говоров с диссимилятивным яканьем витебского типа: м’iн’е́, ц’iб’е́, с’iб’е́ [20].
2. Формы местоимения 3-го лица жен. рода ед.числа йона́ в винительном пад. йійе́, йей (йайе,́ йой в литературном языке).